# Tur (film)
Tur (engelska: Luck) är en amerikansk animerad komedifilm i regi av Peggy Holmes efter manus av Kiel Murray. Filmens röstskådespelare Eva Noblezada, Simon Pegg, Jane Fonda, Whoopi Goldberg, Flula Borg, Lil Rel Howery, Colin O'Donoghue, och John Ratzenberger.

## Rollista (i urval)
| Roll   | Skådespelare      | Svensk röst              |
| ------ | ----------------- | ------------------------ |
| Sam    | Eeva Noblezada    | Emilia Brown             |
| Bob    | Simon Pegg        | Joachim Bergström        |
| Draken | Jane Fonda        | Irene Lindh              |
| Rotis  | John Ratzenberger | Andreas Rothlin Svensson |
| Kapten | Whoopi Goldberg   | Astrid Assefa            |

- Svensk version producerad av Eurotroll AB
- Översättning och manusbearbetning – Annelie Berg Bhagavan
- Inspelningstekniker och regissör – Jörn Falk
- Mixtekniker – Magnus Veigas[4]